# Alison Sudol
Alison Sudol, également connue sous son nom de scène A Fine Frenzy, née le 23 décembre 1984 à Seattle dans l’État de Washington, est une chanteuse, compositrice, actrice et pianiste américaine.
Elle se fait d'abord connaître comme chanteuse avant d'entamer une carrière d'actrice. Elle est révélée au grand public par le rôle de Queenie Goldstein dans la saga cinématographique à succès Les Animaux fantastiques.

## Biographie

### Jeunesse et formation
Fille de deux professeurs d'art dramatique, Alison Sudol déménage à Los Angeles après le divorce de ses parents, alors qu'elle a cinq ans. Elle grandit en écoutant un large éventail de musique et cite notamment Bob Dylan, Johnny Cash et Simon et Garfunkel parmi ses plus grandes influences. Elle termine ses études secondaires à l'âge de 16 ans.

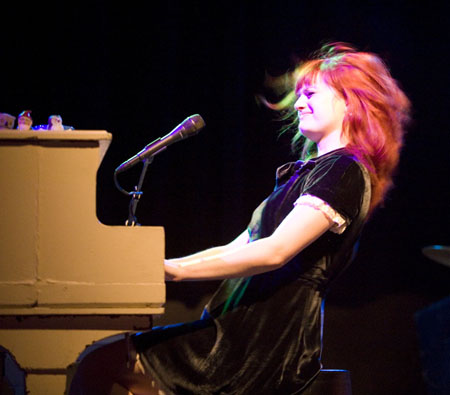
Alison Sudol au piano, à Salt Lake City en 2008.

Passionnée par la littérature et l'écriture, Sudol s'immerge dans les œuvres de C. S. Lewis, de E. B. White, de Lewis Carroll, d'Anthony Trollope et de Charles Dickens. Dans une interview pour le magazine Ladygunn, elle déclare avoir travaillé sur une histoire fantastique imaginée à la manière des Chroniques de Narnia, intitulée Three sails and the family moss, et impliquant des navires enchantés et des animaux parlants,.

### Carrière musicale
Elle crée son premier groupe, Monro, à la fac, puis prend le pseudonyme A Fine Frenzy, tiré d'un couplet du Songe d'une nuit d'été de William Shakespeare : « L’œil du poète, dans une fine frénésie qui roule, jette un regard du ciel à la terre, de la terre au ciel » (acte 5, scène 1). Après avoir appris à jouer du piano, elle commence à s'intéresser à la composition.
Son premier album, One Cell in the Sea (en), est sorti en 2007, suivi en 2009 de Bomb in a Birdcage (en). Son dernier album, Pines (en), est sorti le 9 octobre 2012. Sa musique a été reprise dans de nombreuses émissions de télévision et films.
En janvier 2018, elle est en couple avec l'acteur américain David Harbour,. Ils se sont ensuite séparés 1 an après.[réf. nécessaire]

### Carrière dans le cinéma
Elle commence sa carrière d'actrice en 1997, avec des petits rôles dans des projets tels que The End of another day, Little black boot ou C. S. I.: crime scene investigation New York, en y interprétant principalement des chansons. Elle est alors créditée sous le pseudonyme d'Alison Monroe.
Elle obtient ensuite un rôle plus important dans la série Dig en 2015.
En 2016, elle est choisie pour interpréter le rôle de Queenie Goldstein dans la série de films Les Animaux fantastiques, écrite par J. K. Rowling et réalisée par David Yates. Dans une scène coupée du premier film, Sudol interprète avec l'actrice Katherine Waterston une chanson qu'elle a elle-même écrite à la demande du réalisateur,.

### Vie privée
En janvier 2018, elle est en couple avec l'acteur américain David Harbour,. Ils se sont ensuite séparés 1 an après.[réf. nécessaire]
Elle est ambassadrice de l'Union internationale pour la conservation de la nature, depuis 2011.

## Discographie
- 2007 : One Cell in the Sea
- 2009 : Bomb in a Birdcage
- 2012 : Pines
- 2018 : Moon
- 2019 : Moonlite
- 2022 : Still Come The Night

## Filmographie

### Cinéma

#### Courts métrages
- 2004 : Little Black Boot de Colette Burson (en) : une chanteuse
- 2012 : The Story of Pines de Musa Brooker : Pine

#### Longs métrages
- 1997 : Here Dies Another Day de Caryn West : une fille
- 2002 : The Gray in Between de Joshua Rofé : une fille de 21 ans
- 2015 : Other People's Children de Liz Hinlein : Winter
- 2016 : Les Animaux fantastiques (Fantastic Beasts and Where to Find Them) de David Yates : Queenie Goldstein
- 2016 : Between Us (en) de Rafael Palacio Illingworth : Nadia
- 2018 : Les Animaux fantastiques : Les Crimes de Grindelwald (Fantastic Beasts : The Crimes of Grindelwald) de David Yates : Queenie Goldstein
- 2019 : The Last Full Measure de Todd Robinson : Tara Huffman
- 2022 : Les Animaux fantastiques : Les Secrets de Dumbledore (Fantastic Beasts : The Secrets of Dumbledore) de David Yates : Queenie Goldstein

### Télévision

#### Séries télévisées
- 2007 : Les Experts : Manhattan : Nova Kent (1 épisode)
- 2014 : Transparent : Kaya (4 épisodes)
- 2015 : Dig : Emma Wilson (10 épisodes)

### Comme scénariste
- 2012 : The Story of Pines (court-métrage d'animation)

### Comme compositrice
- 2013 : Flow-ers (court-métrage)